# Josip Žitek
Josip Žitek, slovenski gimnazijski profesor in publicist, * 19. marec 1832, Hrastje-Mota, † 30. december 1899, Novo mesto.

## Življenje in delo
Ljudsko šolo je obiskoval na Kapeli, gimnazijo od 1845 v Mariboru in od 1852 v Zagrebu, kjer je 1853 maturiral. V letih 1853–1856 je študiral matematiko in fiziko na filozofski fakakulteti v Pragi ter bil usposobljen za profesorja v nižjih gimnazijskih razredih. S priporočilom Frana Miklošiča je 1856 dobil službo na srbski gimnaziji v Sremskih Karlovcih ter tu učil s prijateljem in sošolcem Luko Zimo. Leta 1871 je bil premeščen na gimnazijo v Leoben in 1872 na Ptuj, kjer je ostal do upokojitve 1891. Kot dober pedagog je znal matematiko odlično približati dijakom, na Ptuju je učil tudi slovenščino, mdr. Matijo Murka. Bil je velik rodoljub, navdušen Slovan, član ptujske čitalnice in poverjenik Slovenske matice.
V časopis je dopisoval o razmerah na Ptuju, razlagal davčne in zavarovalne možnosti, bičal odiranje in zavajanje svojih rojakov, mdr.: O zavarovanju proti ognju (1877), Uravnavanje gruntnega davka (1881), Murskim poljancem, Šavničarom pa tudi drugim za čitanje in razbiranje (1881), Nekaj o denarju (1883). Loteval se je tudi pripovedi, npr. Čuden par bočkorov ali šolnjev (1879). Pisal je v narečno pobarvanem jeziku.